# Атака смертника
Атака смертника — це форма терористичного акту, під час якого нападник здійснює спробу завдати шкоди або вбити інших людей, усвідомлюючи, що сам не виживе. У ширшому розумінні атака смертника включає будь-який напад, під час якого виконавець свідомо приносить себе в жертву. У вузькому значенні цей термін найчастіше відноситься до терориста, який підриває себе у людному місці, щоб спричинити максимальні втрати серед цивільного населення. В англійській мові такий метод відомий як suicide bombing, а в Ізраїлі його іноді називають «пекельною атакою». 
Більшість правозахисних організацій розглядають атаки смертників на мирних жителів як злочини проти людства.
Атаки смертників мають довгу історію, що сягає давніх часів. Одним із ранніх прикладів можна вважати тактику сикаріїв у Юдеї під час римської окупації, а також застосування камікадзе в Японії під час Другої світової війни. У сучасному світі атаки смертників стали одним із найпоширеніших інструментів радикальних терористичних організацій.
Особливо часто такі атаки застосовуються в регіонах із політичними та релігійними конфліктами, зокрема на Близькому Сході, у Південній Азії та Африці. Відомими організаціями, що використовують таку тактику, є «Аль-Каїда», «Талібан», «Хамас» та ІДІЛ.

## Причини використання
- Виконавець теракту не потребує шляхів відходу після його скоєння, тому підготовка теракту стає менш складним завданням і значно зменшується можливість його попередження.
- Подібні теракти справляють більший психологічний вплив на суспільство, позаяк терористів неможливо залякати відповідними акціями відплати.
- Створюється героїчний образ «мучеників», що допомагає терористичним організаціям вербувати прихильників.
- Часто використовується в конфліктах, де інші форми боротьби не дають ефекту
- Високі втрати серед жертв оскільки такі атаки часто відбуваються в скупченні людей, а також смертник може самостійно обрати момент і місце атаки, адаптуючись до обстановки.
- Низька вартість реалізації. В порівнянні з військовими операціями, атака смертника потребує мінімум ресурсів, тому до даного способу часто прибігають підпільні угрупування з обмеженими можливостями